# Erik Lindén
Pour les articles homonymes, voir Linden.
Ne pas confondre avec l'acteur américain Eric Linden (1909-1994).
Erik Lindén (né le 8 octobre 1911 à Malmö et mort le 22 décembre 1992 à Stockholm) est un lutteur libre suédois.
Il obtient la médaille de bronze olympique en 1948 à Londres en catégorie des moins de 79 kg.